# 武藏MUSASHI
《武藏 MUSASHI》，是NHK在2003年製播的大河劇，放送期間是2003年1月5日至12月7日。
本劇以吉川英治的《宮本武藏》做為原作，原作原本只寫到巖流島決鬥而已，而本劇則是在後半部份衍生出巖流島以後的故事。在巖流島決鬥的那一集，用了三十台攝影機，嘗試製作出特殊的效果。並且是首次由外國音樂家負責大河劇劇中的音樂。
在每一回的標題裡，絕大部份都用了驚嘆號「！」。起初宣布以市川新之助（現在為市川海老藏 (11代目)）、米倉涼子、松岡昌宏為主角，又請來顏尼歐・莫利克奈作音樂，喧騰一時，極有話題性。但是開演之後，收視率每況愈下，到後來可說欲振乏力。包括女主角米倉涼子等演員與編劇鎌田敏夫等人，將整齣戲包裝得像是偶像劇一般，而這也正是前一齣大河劇「利家與松」被批評詬病的部份所在。
本劇在播出期間也製造出一些負面的新聞：在第一集裡的強盜襲擊場面被認為有抄襲黑澤明導演的電影「七武士」之嫌，因此在全劇播畢之後，由黑澤製作公司提出著作權遭侵害的告訴，不過黑澤公司敗訴。其次是劇中角色吉野太夫脫衣向宮本武藏獻身，這一幕遭到部分藝文界人士抗議，認為身為文化人的吉野太夫不該被演成如此不堪的女性。此外在演員的方面，男主角市川新之助被爆出與一名女歌手有私生女的醜聞，並且又和女主角米倉涼子因戲結緣相戀，也著實熱鬧了一陣子。

## 製作人員
- 原作・・・吉川英治《宮本武蔵》
- 劇本・・・鎌田敏夫
- 音樂・・・恩尼奥·莫里科内
- 片頭曲演奏・・・羅馬交響樂團
- 片頭曲指揮・・・恩尼奥·莫里科内
- 時代考証・・・二木謙一
- 題字・・・・吉川壽一
- 旁白・・・橋爪功
- 導演・・・・木村隆文、野田雄介、尾崎充信
- 制作統括・・・一井久司、古川法一郎
- 協力・・・岡山縣、兵庫縣姬路市、山梨縣小淵澤町

## 演出人員
- 宮本武藏 - 増田貴久→市川新之助 (7代目)
- 阿通 – 櫻井真琴→米倉涼子
- 本位田又八 – 內山真人→堤真一
- 佐佐木小次郎 - 大高力也→松岡昌宏
- 八重/琴 - 仲間由紀惠
- 阿篠 - 宮澤里惠
- 阿甲 - 片瀨梨乃
- 朱實 - 內山理名
- 亞矢 - 寺島忍
- 阿杉 - 中村玉緒
- 權六 - 谷啓
- 澤庵 - 渡瀨恆彥
- 柳生宗矩 - 中井貴一
- 柳生宗嚴 - 藤田眞
- 柳生利嚴 - 高島政伸
- 阿凜 - 和久井映見
- 祇園藤次 - 阿部寬
- 茜屋絃三-江守徹
- 新免無二齋 - 北野武
- 真田幸村 - 中村雅俊
- 柳生十兵衛 - 岩田佳也
- 吉岡清十郎 - 榎木孝明
- 穴戶梅軒 - 吉田榮作
- 勝 - 水野美紀
- 阿吟 - 菊池麻衣子
- 內山半兵衛-西田敏行
- 鐘卷自齋 - 津嘉山正種
- 本阿彌光悦 - 津川雅彥
- 德川家康 - 北村和夫
- 德川秀忠 - 中村獅童 (2代目)
- 細川忠興 - 夏八木勳
- 細川忠利 - 阪本浩之
- 伊達政宗 - 西村和彥
- 大久保忠鄰 - 石橋雅史
- 藤堂高虎 - 誠直也
- 豐臣秀賴 - 新晉一郎
- 大野治長 - 近藤正臣
- 大野治房 - 佐佐木主浩
- 明石全登 - 京本政樹
- 池田輝政 - 中村勘九郎 (5代目)
- 真田大助（真田幸昌） - 東新良和
- 片桐且元 - 入川保則
- 本多正信 - 西鄉輝彥
- 本多正純 - 鷹龍太郎
- 板倉勝重 - 坂部文昭
- 阿茶局 - 泉晶子
- - 若尾文子
- 常高院 - 姿晴香
- 千姬 - 橋本愛實
- 豐臣國松 - 齊藤大河
- 出雲阿國 - 片岡京子
- 和賀忠親 - 畠中洋
- 吉野太夫 – 小泉今日子
- 吉岡傳七郎 – 光石研
- 原田休雪 – 遠藤憲一
- 妙秀 – 淡路惠子
- 半瓦彌次兵衛 – 哀川翔
- 菰之十郎 – 山崎裕太
- 城太郎 – 三浦春馬
- 阿菊 – 廣末涼子
- 夢想權之助 – 大柴邦彥
- 利世 – 坂口良子
- 露西雅 – 高橋惠子
- 阿六之方 – 須藤溫子
- 結姬 – 上別府里枝
- 林彌 – 廠乃繪琉